# ダヴィド・キキ
ダヴィド・キキ（フランス語: David Kiki、1993年11月25日 - ）は、ベナンのサッカー選手。ベナン代表。ポジションはDF。

## クラブ歴
2012年にフランス全国選手権2のASMベルフォーで選手となった。2015-16シーズンにリーグ・ドゥのシャモア・ニオールFCに加入、同年8月21日にプロデビュー。
2017年にスタッド・ブレスト29に移籍、2019年1月にレッドスターFC93に期限付き移籍。

## 代表歴
2015年6月14日に行われたアフリカネイションズカップ2017予選・グループCの赤道ギニア代表戦でベナン代表初出場。アフリカネイションズカップ2019にも出場した。